# Гензені-Бала
Гензені-Бала (перс. هنزني بالا) — село в Ірані, у дегестані Хавік, у бахші Хавік, шагрестані Талеш остану Ґілян. За даними перепису 2006 року, його населення становило 17 осіб, що проживали у складі 6 сімей.

## Клімат
Середня річна температура становить 12,89 °C, середня максимальна – 26,90 °C, а середня мінімальна – -1,04 °C. Середня річна кількість опадів – 737 мм.
| Клімат поселення                              | Клімат поселення | Клімат поселення | Клімат поселення | Клімат поселення | Клімат поселення | Клімат поселення | Клімат поселення | Клімат поселення | Клімат поселення | Клімат поселення | Клімат поселення | Клімат поселення | Клімат поселення |
| Показник                                      | Січ.             | Лют.             | Бер.             | Квіт.            | Трав.            | Черв.            | Лип.             | Серп.            | Вер.             | Жовт.            | Лист.            | Груд.            |                  |
| Середній максимум, °C                         | 10,17            | 9,37             | 10,96            | 15,44            | 19,99            | 24,73            | 26,90            | 26,54            | 21,90            | 18,81            | 14,14            | 10,49            |                  |
| Середня температура, °C                       | 4,97             | 4,17             | 5,76             | 10,24            | 14,78            | 19,52            | 23,00            | 22,63            | 17,97            | 14,90            | 10,23            | 6,57             |                  |
| Середній мінімум, °C                          | −0,24            | −1,04            | 0,56             | 5,03             | 9,57             | 14,34            | 19,06            | 18,71            | 14,06            | 10,98            | 6,31             | 2,66             |                  |
| Норма опадів, мм                              | 60               | 56               | 67               | 57               | 48               | 29               | 14               | 33               | 82               | 127              | 89               | 75               |                  |
| Середньомісячна швидкість вітру, м/с          | 2.30             | 2.50             | 2.50             | 2.50             | 2.30             | 2.39             | 2.66             | 2.40             | 2.08             | 2.01             | 2.08             | 2.09             |                  |
| Середньомісячна сонячна радіація, кДж/м²·день | 6844             | 9199             | 11381            | 15733            | 19752            | 22489            | 23474            | 19873            | 16019            | 10893            | 8329             | 6431             |                  |
| --------------------------------------------- | ---------------- | ---------------- | ---------------- | ---------------- | ---------------- | ---------------- | ---------------- | ---------------- | ---------------- | ---------------- | ---------------- | ---------------- | ---------------- |
| Джерело:                                      |                  |                  |                  |                  |                  |                  |                  |                  |                  |                  |                  |                  |                  |